# Wassim Ben Tara
Wassim Ben Tara (arabe : وسيم بن طارة), né le 3 août 1996 à Tunis, est un joueur tunisien de volley-ball. Il joue au poste d'attaquant.

## Biographie
Il a des racines polonaises par sa mère Majda qui a été volleyeuse professionnelle en Tunisie. Son père Fethi Ben Tara a travaillé en tant qu'entraîneur et conseiller à la Fédération tunisienne de volley-ball. Son frère Skander est un joueur international tunisien de volley-ball, son autre frère Sami étant un joueur de volley-ball professionnel ayant évolué au Luxembourg et sa cousine Katarzyna Bagrowska étant une joueuse professionnelle de volley-ball en Pologne.

## Palmarès

### Clubs
Coupe de Tunisie
- 2014

Championnat de Tunisie
- 2014

Challenge Cup
- 2017

Championnat de France
- 2017
- 2018, 2019

Supercoupe de France
- 2017[3]

### Équipe nationale
Championnat d'Afrique des moins de 21 ans
- 2013

Championnat d'Afrique des moins de 23 ans
- 2014

Championnat d'Afrique
- 2017
- 2015